# Grettir Ásmundarson

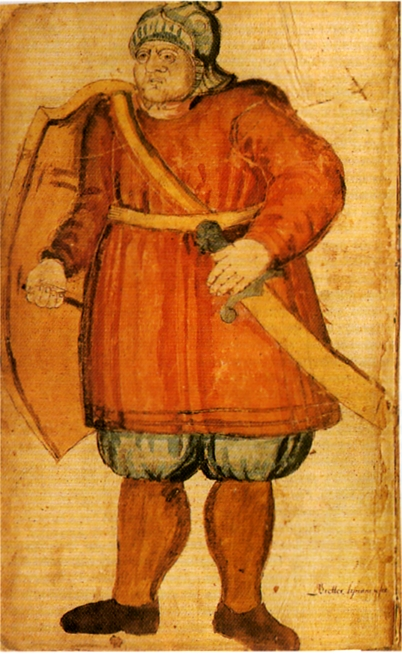
Podobizna Grettira na siedemnastowiecznej akwareli

Grettir Ásmundarson (zw. Silnym) – islandzki banita i bohater narodowy.

## Saga o Grettirze
Życie Grettira jest znane z Sagi o Grettirze, która powstała w XIV wieku. Ponadto istnieje wiele podań ludowych i baśni opartych na jego biografii lub jej fragmentach. Sama historyczność postaci nie jest pewna.
Saga umiejscawia czas jego życia w przedziale lat 996–1031. Opisywany jest jako człowiek agresywny i porywczy. Kiedy Grettir miał 10 lat, jego ojciec próbował przyuczyć go do roli gospodarza, jednak młody Grettir wykazał się jedynie niechęcią do pracy, lenistwem i okrucieństwem, które przejawiało się w zranieniu oddanych mu pod opiekę zwierząt. W okresie wejścia w dorosłość Grettir został skazany na trzyletnią banicję, którą nałożono na niego za zabójstwo. Tłumaczeń Grettira, że zmarły zginął z rąk trolli nie przyjęto, ponieważ zabójstwo miało miejsce w dzień, gdy mitologiczne trolle nie opuszczają jaskiń.
Grettir udał się na wygnanie do Norwegii, gdzie pomimo początkowej niechęci, zdołał zdobyć sławę i sympatię swoimi działaniami, m.in. pokonał w zapasach straszącego w okolicy żywego trupa i obronił miejscową ludność przed rozbójnikami. Pod koniec okresu trzyletniej banicji popadł jednak w konflikt z możnowładcami i był zmuszony opuścić Norwegię.
Udał się wtedy do rodzinnego kraju, gdzie został ciepło przyjęty przez ludność, która znała już jego bohaterskie czyny. Z czasem popadł jednak w konflikty, co powodowane jego wybuchowym charakterze i wysokim mniemaniem o sobie. Wkrótce potem Grettir został zatrudniony do pomocy w gospodarstwie Thorhalla, które było nawiedzane przez demony. Zdołał pokonać widmo w zapasach i uciąć mu głowę, ale wcześniej upiór zdążył rzucić na niego klątwę. Zapowiedział on, że odtąd Grettir stanie się banitą, a każdy jego czyn przyniesie mu nieszczęście, co zmusi go do życia w samotności. Widmo zapowiedziało także, że odtąd Grettir będzie widzieć nocą świat duchów i było to powodem dla którego odtąd panicznie bał się on ciemności.
Grettir początkowo nie przejął się klątwą i zaciągnął się na służbę króla norweskiego, Olafa Haraldsona, ale w czasie podróży wdał się nocą w starcie z ludźmi, którzy wzięli go omyłkowo za trolla. Po odkryciu ich śmierci został skazany na dożywotnią banicję w Norwegii, a także na Islandii, dokąd wieści o zdarzeniu szybko dotarły.
Grettir żył na odludziu od czasu obłożenia karą banicji i nie cieszył się sympatią ludzi. Kilkakrotnie organizowano na niego zamach, który realizowali rozbójnicy udający jego przyjaciół. Ostatni zamach zorganizował Thorbjörn Kaptur. Namówił on do pomocy wiedźmę, która rzuciła na Grettira chorobę. Osłabiony banita nie miał sił się bronić, ale jego zabójca nie został uznany za bohatera, a za działającego podstępem łotra.
Grettir został uznany za bohatera i pochowany w miejscu przeznaczonym dla zasłużonych – w kościele.
Z czasem jego postać stała się symbolem narodowym Islandii i bohaterem utworów literackich.